# أونا (سافا)
أونا هو نهر يقع على الحدود بين دولة البوسنة والهرسك وكرواتيا.